# Louis De Geer (1824–1887)
För andra med samma namn, se Louis De Geer.
Louis De Geer (i riksdagen kallad De Geer af Leufsta i Frötuna), född 27 november 1824 i Rasbo församling, Uppsala län, död 7 juni 1887 i Stockholm, var en svensk friherre, godsägare, riksdagsman och hovmarskalk. Han var bror till friherre Emanuel De Geer och gift med grevinnan Lovisa Sparre.

## Biografi
Louis De Geer föddes 1824 på Frötuna i Rasbo socken. Han var son till kammarherren Emanuel De Geer och Carolina Elisabet Didron. De Geer blev 15 februari 1839 kadett vid Militärhögskolan Karlberg och tog avgången från krigsakademien 9 augusti 1839. Han blev 1860 kammarherre, 1879 landstingsman och 15 maj 1880 hovmarskalk.
Som politiker var han ledamot av riksdagens första kammare från 1884 till sin död 1887, invald i Älvsborgs läns valkrets.

### Familj
De Geer gifte sig första gången 19 januari 1858 i Stockholm med Vendla Mariana Johanna Sofia von Wright (1833–1868), dotter till kammarherren Göran Detlof von Wright och Mariana Fredrika Kantzow. De fick tillsammans barnen landstingsmannen Carl Louis Emanuel De Geer (1859–1914), Vendla Marianne De Geer (1861–1861) och Ebba Elisabet De Geer och kammarherren Louis De Geer (1866–1925).
Han gifte sig andra gången 31 mars 1880 i Stockholm med hovfröken Louise Sparre af Söfdeborg (1852–1937), dotter till landshövdingen greve Erik Sparre af Söfdeborg och grevinnan Ottiliana Sparre af Söfdeborg. De fick tillsammans barnen Elisabet Louise De Geer (född 1880) som var gift med kaptenen greve Nils Pontus Gustaf von Rosen, löjtnanten Erik Louis Emanuel De Geer (1882–1916) vid Livregementets dragoner, Adrienne Louise Ottiliana Carolina De Geer (född 1884) som var gift med kammarherren greve Carl Louis von Rosen och Charlotte Olga Louise Sofia De Geer (född 1887) som var gift med Carl Vilhelm Rydbeck. Efter De Geers död gifte Lovisa Sparre om sig med legationsrådet Fredrik Rappe.